# 최진우 (소설가)
최진우(崔鎭宇, 1932년 8월 2일 ~ 1985년 12월 13일)은 대한민국의 대학교수, 언론학자, 소설가이다.

## 생애
1932년 8월 2일 충청남도 보령시에서 태어났다. 아버지는 보령시 남포면장 최장규였으며 상법학자 서정갑의 사위이다. 1966년 한국에서 처음으로 정규 대학원의 신문학 전공 석사를 배출하게 되었으며, 최진우는 〈한국신문의 기사변천에 관한 연구〉라는 논문으로 국내에서는 최초로 정규 언론학 석사 취득하였다. 중앙대학교 졸업 후 1963년에 중앙대학교 강사로 시작하여 1967년 전임강사, 1972년에 정교수로 임용되었으며 신문방송학과, 대학원 신문학과 과장, 중대신문편집국장 및 주간교수를 역임하였다. 학교 재학 및 재직 중 중앙대학교 설립자인 임영신과 두터운 친분을 유지하였다. 한국언론학회회원, 한국문인협회회원, 펜클럽 본부 회원, 한국소설가협회회원, 언론연구소 소장으로 활동하였으며 3편의 소설집을 집필하였다. 주요 제자로는 서울경제신문 대표를 지낸 임종건 등이 있다. 주요 작품으로는 《박씨삼대》가 있으며 이 작품으로 1985년 주요섭 문학상을 수상하였다. 1985년 12월 13일 급성 뇌출혈로 사망하였다.

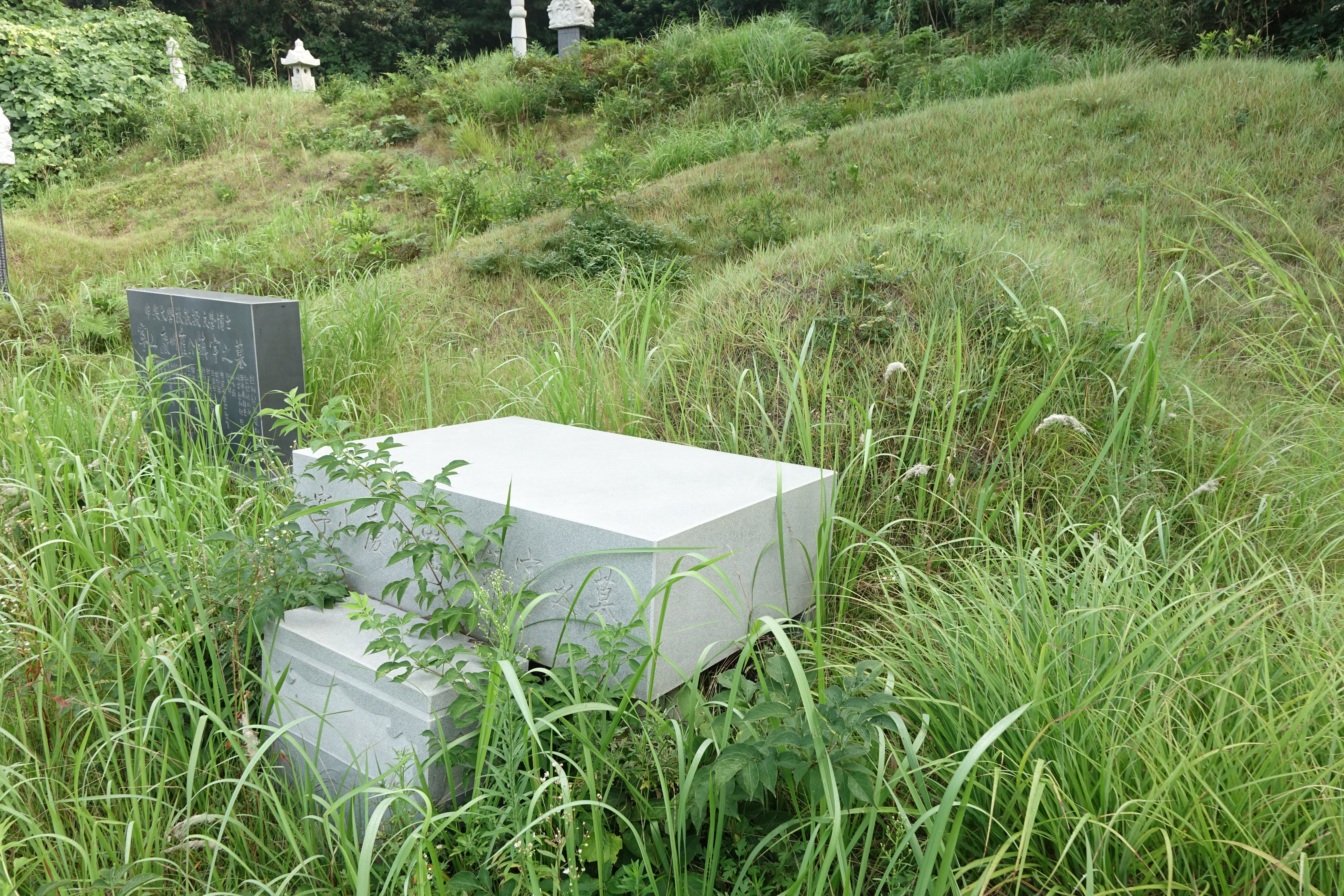
충청남도 보령시 남포면 묘소

## 학력
- 1952년 : 대천농업고등학교(현 대천고교 전신) 졸업
- 1956년 : 중앙대학교 국문학과 졸업
- 1964년 : 중앙대학교 대학원 국문학과 석사
- 1966년 : 중앙대학교 대학원 신문학과 석사
- 1983년 : 충남대학교 대학원 박사학위과정 수료

## 경력
- 1963년 : 중앙대학교 강사
- 1968년 : 중앙대학교 조교
- 1972년 : 중앙대학교 부교수
- 1973년 : 개발문제연구소 부소장 겸 신문연구실장(1973년 ~ 1984년)
- 1977년 : 중앙대학교 정교수
- 1981년 : 신문방송학과 과장 및 대학원 신문학과 과장
- 1980년 : 전국대학신문주간교수협의회 회장(1980년 ~ 1982년)

## 문단 경력
- 1958년 : 《자유문학》[11]
- 1960년 : 전후문학회 간사

## 주요 작품
- 자유문학(1958년, 자유문학)
- 인간대결(1959년, 자유문학)

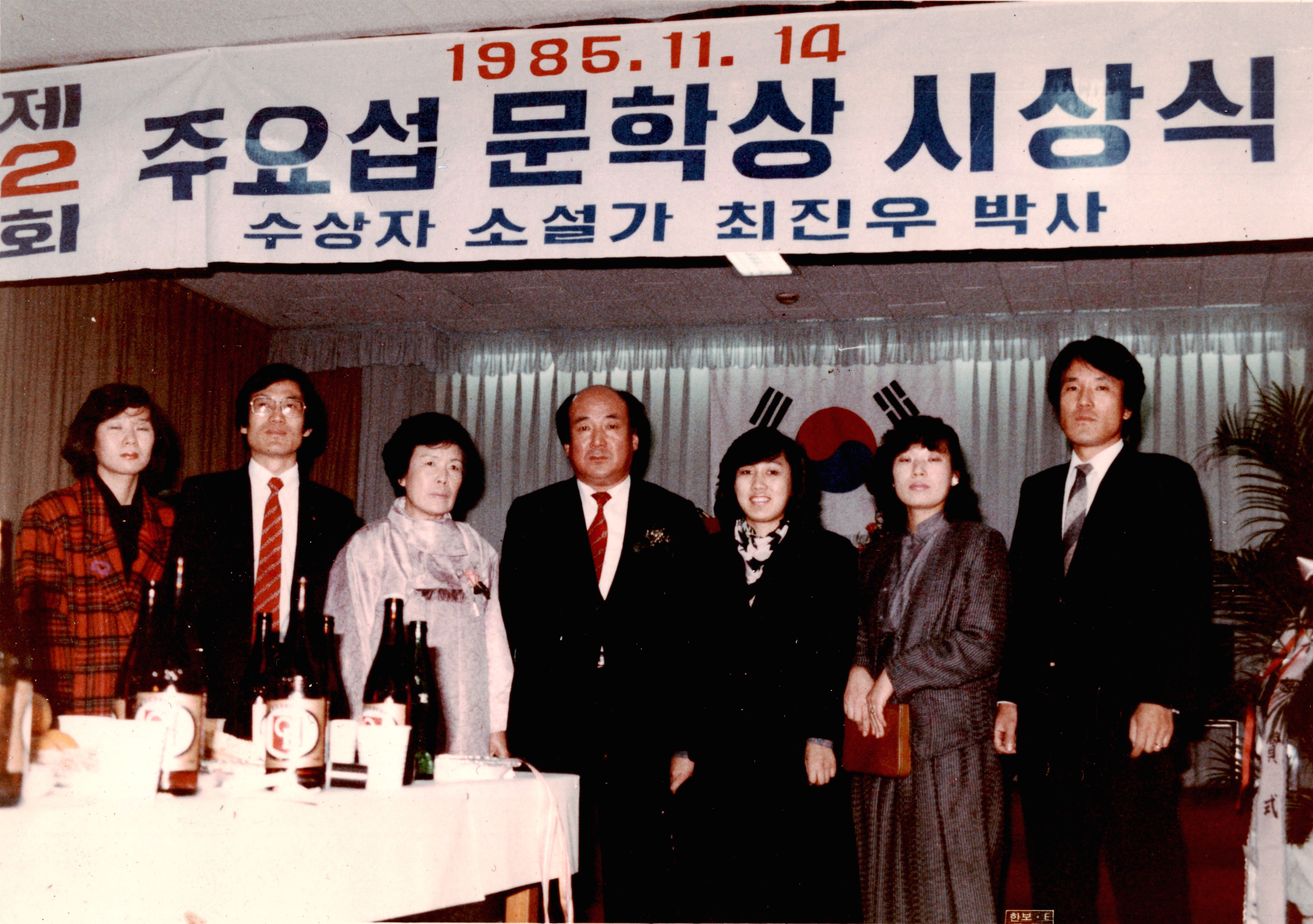
제2회 주요섭 문학상 시상식(수상작 박씨삼대)

- 소설집 비개인 한낮(1961년, 신흥출판사)
- 소설집 귀로(1980년, 중앙출판인쇄주식회사)
- 장편소설 박씨삼대(1985년, 소설문학사)

## 학술 저서
- 한국신문의 기사변천에 관한 연구(1966년)
- 신문학강의(편저, 1979년, 중앙대학교 출판국)[12]
- 신문편집제작론(1980년, 대광문화사)
- 신문보도기사론(1983년, 중앙출판인쇄주식회사)
- 신문방송학개론(공저, 1984년, 대광문화사)
- 大學新聞(대학신문)의 本質(본질)과 役割(역할)(1979년 4월 19일, 동대신문][13]
- 최준 교수의 학문과 인간(차배근 외, 희관 임근수 박사 화갑기념논총, 한국 신문학 50년사 , 정음사, 1977년)[14]
- 新聞表題와 news性(한국신문학보, 제6권, 130～146)[15]